# Sialoherpia
Sialoherpia is een geslacht van wormmollusken uit de  familie van de Pruvotinidae.

## Soort
- Sialoherpia aculeitecta Salvini-Plawen, 1978